# Депрессанты
Депрессанты (от лат. depressio, подавление) — вещества, угнетающие, снижающие или подавляющие психическое возбуждение, то есть активность центральной нервной и/или дыхательной системы, даже если это не основной аспект их активности. При достаточных дозах вызывают ослабление напряжения и торможение. Противоположным действием обладают не антидепрессанты, как можно было бы предположить из названия, а психостимуляторы.
Депрессанты могут применяться при тревожном неврозе, генерализованном тревожном расстройстве, социофобии, панических атаках, бессоннице, ОКР, конвульсиях и депрессии. По причинам того, что депрессанты могут вызывать снижение кровяного давления и сердечного ритма, сонливость, атаксию, седацию, анальгезию, гиповентиляционный синдром, амнезию, когнитивный дефицит, диссоциацию или эйфорию, а также миорелаксирующее и противоэпилептическое действие, они часто являются рецептурными препаратами.

## Примеры
К депрессантам ЦНС относятся седативные/снотворные средства (в том числе бензодиазепины, барбитураты), опиоиды (в том числе опиаты), нейролептические препараты, алкоголь, анестетики, транквилизаторы. Иногда в группу депрессантов включают также противосудорожные средства по причине их угнетающего действия на аномальную активность нейронов.
Связанные с употреблением депрессантов психические расстройства классифицируются в МКБ-10 в рубриках:
- F10 — алкоголь.
- F11 — опиоиды.
- F13 — седативные или снотворные средства.